# Mrštín
Rybník Mrštín je velký rybník zhruba podkovovitého tvaru o rozloze asi 7,6 ha, který leží na říčce Vlkava, asi 500 m severozápadně od centra obce Kosořice v okrese Mladá Boleslav. Je zakreslen již na mapovém listě č. 76 z I. vojenského mapování z let 1764–1783.
Rybník je využíván pro chov ryb.

## Galerie

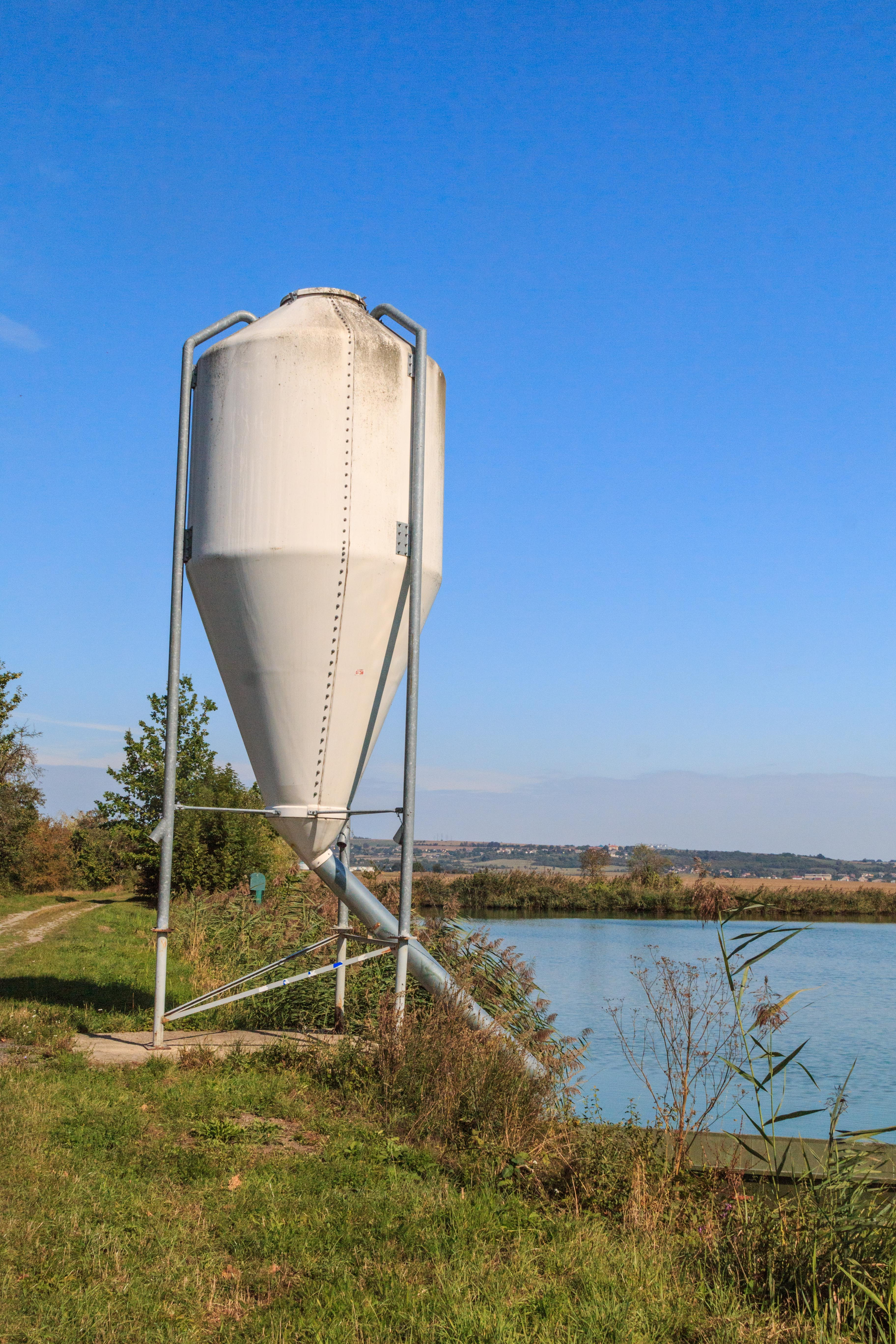
Pohled na rybník Mrštín u Kosořic
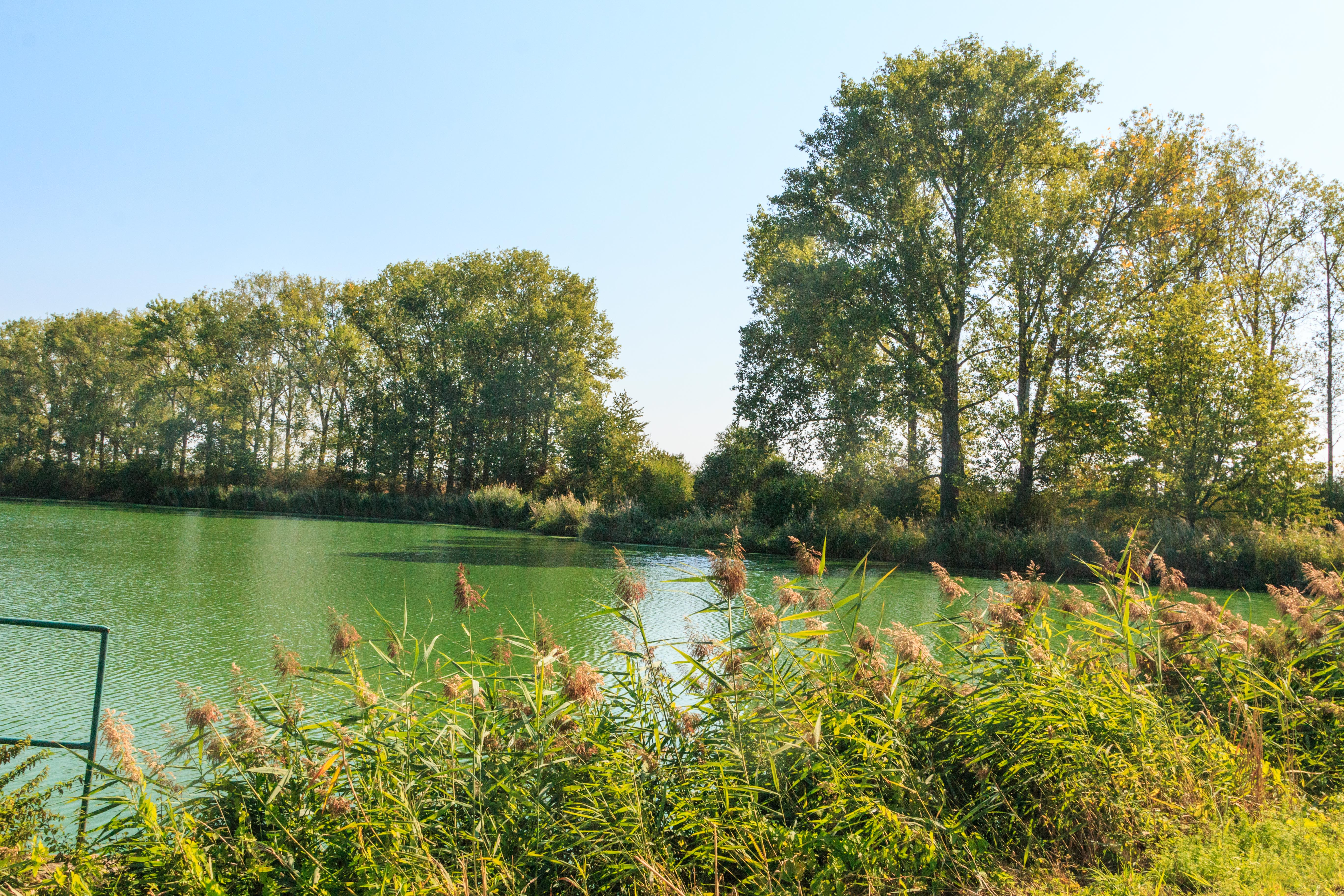
Pohled na rybník Mrštín u Kosořic
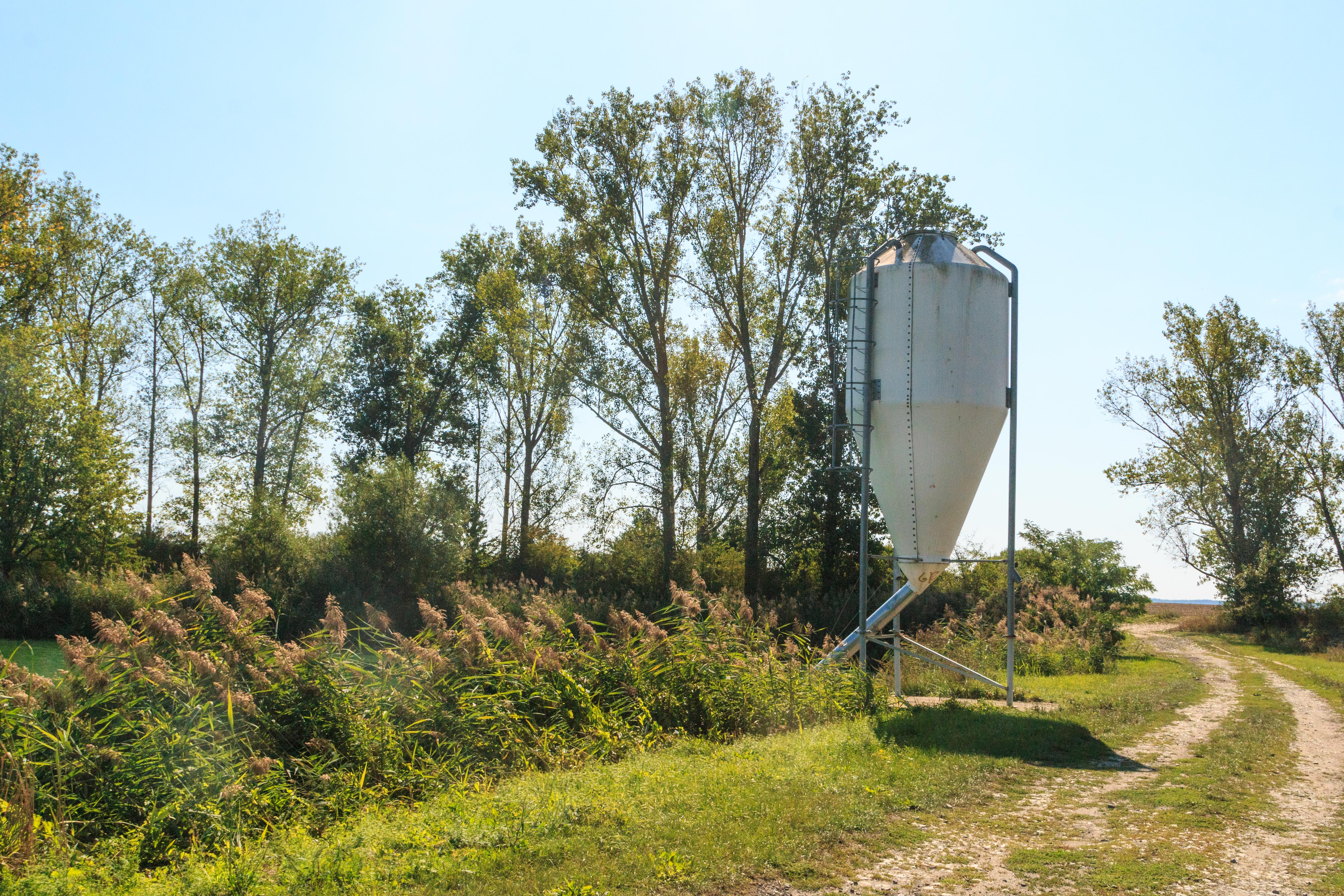
Pohled na rybník Mrštín u Kosořic